# Matt Illingworth
Matthew „Matt“ Illingworth (* 25. Juni 1968 in Rochford (Essex)) ist ein ehemaliger britischer Radrennfahrer und nationaler Meister im Radsport.

## Sportliche Laufbahn
Illingworth war Straßenradsportler und Bahnradsportler. Er war Teilnehmer der Olympischen Sommerspiele 1992 in Barcelona. Im Mannschaftszeitfahren kam das britische Team mit Gary Dighton, Stephen Farrell, Matt Illingworth und Peter Longbottom auf den 14. Rang.
1996 startete er bei den Olympischen Sommerspielen in Atlanta im Bahnradsport. In der Mannschaftsverfolgung kam der britische Bahnvierer mit Rob Hayles, Matt Illingworth, Bryan Steel und Chris Newton auf den 10. Rang.
Bei den Commonwealth Games 1994 gewann er die Silbermedaille im Mannschaftszeitfahren, 1998 die Silbermedaille in der Mannschaftsverfolgung und Bronze in der Einerverfolgung.
1999 siegte er in der nationalen Meisterschaft in der Mannschaftsverfolgung. Vize-Meister wurde er 1992 im Straßenrennen hinter Chris Boardman, 1998 und 1999 in der Einerverfolgung jeweils hinter Robert Hayles.